# فرانسیس دو روتنبرگ
فرانسیس دو روتنبرگ (انگلیسی: Francis de Rottenburg; ۴ november ۱۷۵۷ – ۲۴ آوریل ۱۸۳۲ (۷۴ ساله)) نظامی و سیاست‌مدار اهل امپراتوری روسیه بود. وی همچنین برندهٔ جوایزی همچون شوالیه (عنوان) شده‌است.